# Памятник Свободы (Рига)
Памятник Свободы (латыш. Brīvības piemineklis) в Риге — одна из главных достопримечательностей города и один из неофициальных символов Латвии.
Был установлен в 1935 году в память о павших борцах за независимость Латвии.

## Месторасположение
Памятник расположен на центральной улице Риги — бульваре Бривибас (латыш. Brīvības bulvāris, «бульвар Свободы»), недалеко от Старой Риги.
В 1990 году 200-метровая часть бульвара Бривибас от бульвара Аспазияс до бульвара Райня была закрыта для движения транспорта; таким образом образовалась площадь, с 2018 года получившая официальное название площадь Свободы. Площадь включает в себя мост через городской канал. Севернее памятника, в парке, расположена Бастионная горка — сооружение садово-паркового искусства, созданное на месте старого крепостного вала.
К югу от памятника расположено здание Латвийской Национальной оперы, а на юго-западе площади находится кафе и часы «Лайма».

## История
С 1910 года на этой же площади (но в ином месте) находился памятник Петру I. Он был демонтирован в ходе эвакуации культурных ценностей из Риги вскоре после начала Первой мировой войны.
Идея установки памятника в честь борцов за независимость Латвии возникла в 1922 году, когда премьер-министр Латвии Зигфрид Анна Мейеровиц поручил разработать правила конкурса проектов будущего памятника. После нескольких конкурсов был выбран проект Карлиса Зале под девизом «Mirdzi kā zvaigzne!» (рус. «Сияй, как звезда!»). Строительные работы начались в 1931 году и выполнялись на пожертвования, собранные жителями Латвии.
Памятник был открыт в день 17-й годовщины провозглашения независимости Латвии — 18 ноября 1935 года.
После присоединения Латвии к СССР в 1940 году поднимался вопрос о допустимости реконструкции, переносе или даже разборке памятника, но благодаря участию в обсуждении знаменитого скульптора В. И. Мухиной (уроженки Риги), академика архитектуры Л. В. Руднева (долго жившего в этом городе) и архитектора памятника, академика АН Латвийской ССР архитектора Э. Е. Шталберга монумент был сохранён на своём месте в прежнем виде.

## Архитектура
Памятник представляет собой вертикальный монумент высотой в 42 метра, выполненный из серого и красного гранита, травертина, бетона и меди. У основания размещены 13 скульптур и барельефов, изображающих страницы истории страны, от легендарного героя Лачплесиса до латышских стрелков и латвийских солдат войны за независимость Латвии.
На вершине основного пилона высотой 19 метров стоит девятиметровая фигура «Свободы» — молодая женщина (известная как Милда), держащая на вытянутых вверх руках три звезды, символизирующие исторические части Латвии — Курземе, Видземе и Латгале.
На фасаде памятника высечена надпись — «Tēvzemei un Brīvībai» (рус. «Отчизне и Свободе»).
Авторы памятника:
- скульптор Карлис Зале (1888—1942), ученик знаменитого скульптора А. Т. Матвеева в Петербургской академии художеств, которую закончил в 1920 году;
- архитектор Э. Е. Шталберг (1883—1958), ученик академика Л. Н. Бенуа в Петербургской академии художеств (1914), впоследствии — Заслуженный деятель науки Латвийской ССР (1945), академик АН Латвийской ССР (1946).

## Галерея

Горельеф «Лачплесис»
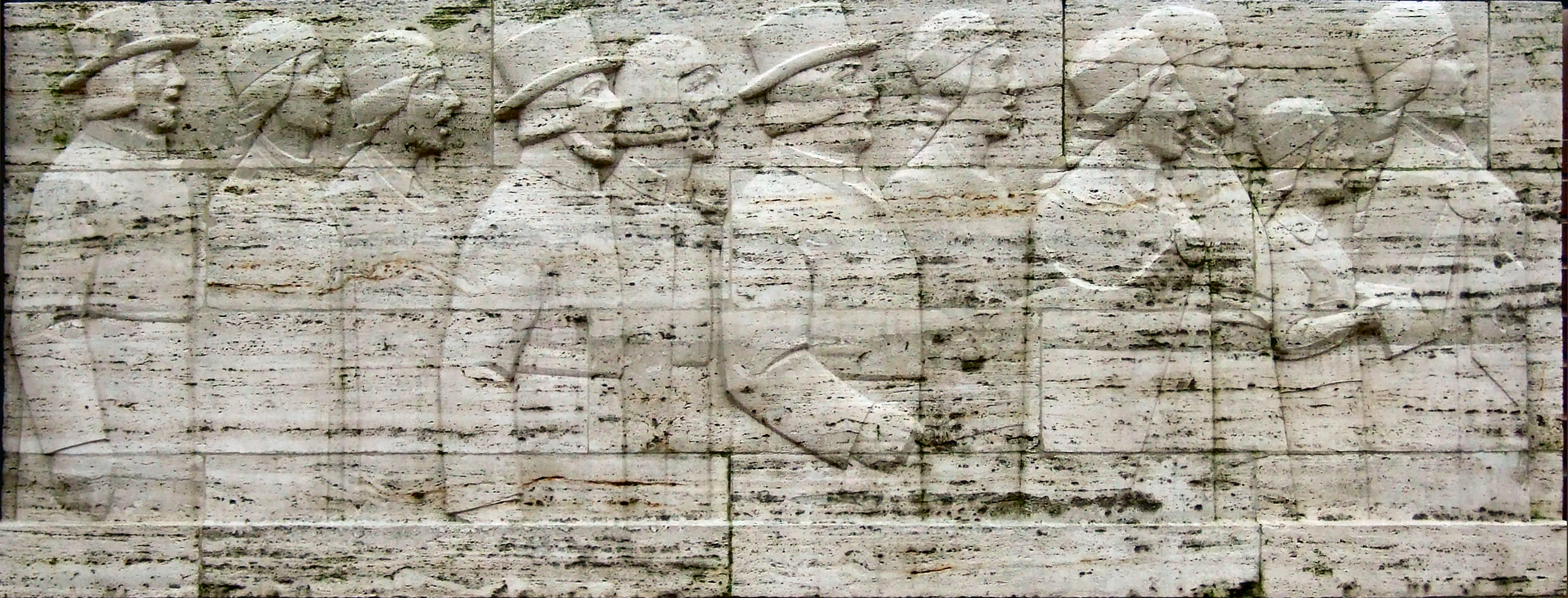
Барельеф «Народная песня»
Ночной вид
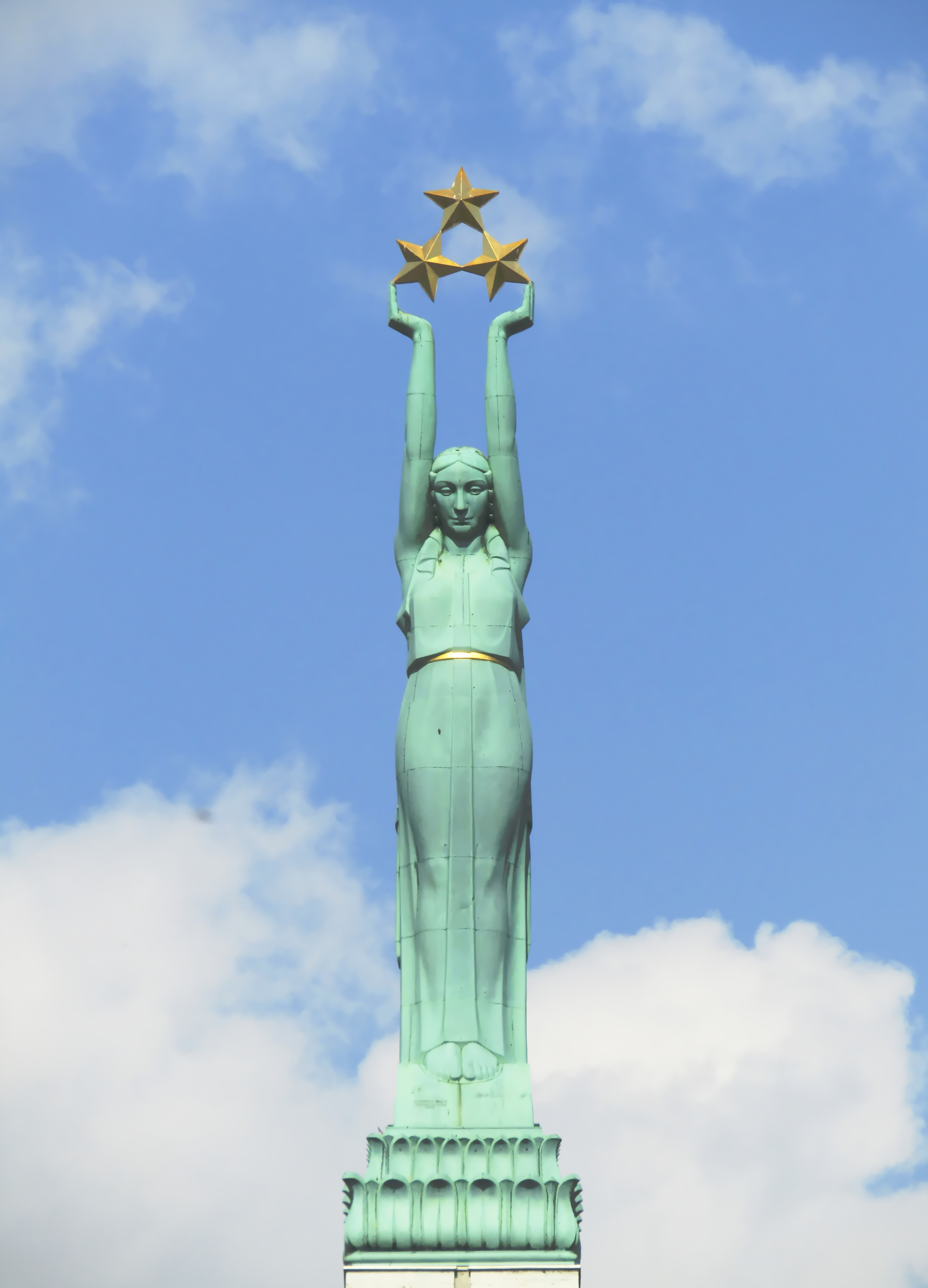
Медная фигура Свободы крупным планом